# Micheil Meschi
Micheil Meschi (georgiska: მიხეილ მესხი, ryska: Михаил Шалвович Месхи, Michail Sjalvovitj Meschi), född 12 januari 1937 i Tbilisi, död 22 april 1991 i Tbilisi, var en georgisk fotbollsspelare. 
Under sin karriär spelade Meschi för FK Dinamo Tbilisi (1954-1969) och Lokomotivi Tbilisi (1970). Han spelade 35 landskamper för Sovjetunionens herrlandslag i fotboll och deltog i världsmästerskapet i fotboll 1962. Han deltog även i europacupen i fotboll för landslag 1960, som Sovjet vann. 
År 1998 röstades Meschi fram som Georgiens bästa fotbollsspelare genom alla tider och som medlem i 1900-talets georgiska "dream team".
Georgiens näst största fotbollsstadion, Micheil Meschi-stadion, som ligger i Tbilisi, är uppkallad efter Micheil Meschi.